# Perugia
Perugia är en stad och kommun i mellersta Italien. Staden är huvudort i provinsen Perugia och huvudstad i regionen Umbrien. Den gränsar bland annat till Bastia Umbra. Kommunen hade 165 956 invånare (2018).
Perugia ligger på en höjd väster om floden Tibern. Staden har bland annat livsmedels- och läkemedelstillverkning. Den är ett turist- och kulturcentrum med universitet, grundat redan 1276.

## Historia
Staden, som under antiken hette Perusia, var en av de 12 etruskiska förbundsstäderna och blev romersk 309 f. Kr. Då Lucius Antonius, en bror till Marcus Antonius tog sin tillflykt hit, blev staden efter en lång belägring och svår hungersnöd förstörd av Octavianus under perusinska kriget 41-40 f. Kr. Formellt tillhörde staden från 774 påvarna, i realiteten var dess stadsherrar självständiga. Kommunal statsförvaltning infördes först 1378. Under 1400-talet konsoliderades makten i staden hos familjen Belioni. Pierluigi Farnese intog 1534 staden och införlivade den med Kyrkostaten. 1860 kom Perugia under Kungariket Italien. En frazione i Perugia, Civitella d'Arna, fanns redan under antiken och bar då namnet Arna.

## Utbildning
I Perugia finns Università per Stranieri di Perugia, som är ett universitet grundat av Astorre Lupattelli i syfte att möjliggöra för utländska studenter att läsa italienska och ta del av italiensk kultur på plats. Idag läser studenter från alla världsdelar italienska tillsammans.

## Byggnader
Bland stadens byggnader märks Sant' Angelo, som uppfördes på 500-talet som ombyggnad av ett romerskt rundtempel, och den tidigkristna kyrkan Sant Pietro de Cassinensi, där man använt antika kolonner vid byggandet. Kyrkan innehåller ett flertal tavlor av Perugino och Rafael. Vidare märks kyrkan San Domenico från 1300-talet med medeltida glasmålningar och domkyrkan San Lorenzo, en sengotisk hallkyrka. I San Severoklostret utförde Rafael sin första freskomålning 1505. Stadens gamla rådhus, Palazzo Comunale är en gotisk byggnad som rymmer rika konstsamlingar. Torget framför pryds av brunnen Fontana Maggiore från slutet av 1200-talet.

## Sport
Volleybollklubben Pallavolo Sirio Perugia, som blev italienska mästare tre gånger, vann Coppa Italia fem gånger, CEV Champions League två gånger, CEV Cup en gång och CEV Challenge Cup två gånger, kom från staden.